# لیسبورن
لیسبورن (به انگلیسی: Lisburn) شهری در ایرلند شمالی است. جمعیت این شهر ۷۱٬۴۶۵ نفر است.